# Elena Ferrante
Elena Ferrante (Nápoles, 1943) es el pseudónimo de una escritora italiana, autora de éxitos literarios en su país que han sido traducidos a lenguas de todo el mundo.

## Biografía
Elena Ferrante es el pseudónimo de una escritora italiana de la cual hay muy poca información. Algunos afirman que nació en Nápoles, luego se mudó a Grecia y finalmente a Turín. En una entrevista otorgada vía correo electrónico al periodista Paolo Di Stefano, Ferrante declaró:

No me arrepiento de mi anonimato. Descubrir la personalidad de quien escribe a través de las historias que propone, de sus personajes, de los objetos y paisajes que describe, del tono de su escritura, no es ni más ni menos que un buen modo de leer.

En 2002 publicó I giorni dell'abbandono (Los días del abandono), que en 2004 fue traducida al español. Al año siguiente se estrenó Los días del abandono, película dirigida por Roberto Faenza y basada en la obra.
Con L'amica geniale (La amiga estupenda, 2011) inició una serie de novelas que reconstruyen la trayectoria de dos mujeres desde los años cincuenta del siglo XX hasta el presente. Sandra Ozzola, una de los dos editores italianos (E/O), decía sobre el secreto de la autoría: «Confieso que yo he empujado a Ferrante para que escribiese este libro. Solo Sandro y yo conocemos su identidad, y es la única condición que puso para que pudiésemos seguir editándola».[cita requerida]
El 4 de octubre de 2016, la traductora italiana Anita Raja anunció a través de Twitter que, tal como se acababa de publicar en la prensa, ella era Elena Ferrante. No obstante, pedía privacidad anunciando que no quería volver a hablar sobre ese tema. Sin embargo, días después Tommaso Debenedetti, famoso por publicar numerosas entrevistas falsas a famosos, confesaba haber sido el autor del falso perfil en Twitter de Anita Raja declarando ser Ferrante. Aunque la fiabilidad de Debenedetti es escasa por sus habituales engaños, una investigación paralela realizada por el periodista Claudio Gatti pareció confirmar esta hipótesis. Sin embargo, Ferrante lo negó y amenazó con no volver a escribir si se seguía investigando sobre su persona.

## Obra publicada
Novela
- L'amore molesto, Roma, E/O, 1992. (El amor molesto, Destino, 1996, trad. de Juana Bignozzi)
- I giorni dell'abbandono, Roma, E/O, 2002. (Los días del abandono, Salamandra, 2004, trad. de Nieves López Burell)
- La figlia oscura, Roma, E/O, 2006. (La hija oscura, Lumen, 2011, trad. Edgardo Dobry)
- L'amica geniale, Roma, E/O, 2011. (La amiga estupenda, primer volumen de la saga Dos amigas, Lumen, 2012, trad. de Celia Filipetto)
- Storia del nuovo cognome, L'amica geniale volume secondo, Roma, E/O, 2012. (Un mal nombre, segundo volumen de la saga Dos amigas, Lumen, 2013, trad. de Celia Filipetto)
- Cronache del mal d'amore, Roma, E/O, 2012. (Crónicas del desamor, Lumen, 2011, recopilación de las tres primeras novelas de la autora)
- Storia di chi fugge e di chi resta, L'amica geniale volume terzo, Roma, E/O, 2013. (Las deudas del cuerpo, tercer volumen de la saga Dos amigas, Lumen, 2014, trad. de Celia Filipetto)
- Storia della bambina perduta, L'amica geniale volume quarto, Roma, E/O, 2014. (La niña perdida, cuarto volumen de la saga Dos amigas, Lumen, 2015, trad. de Celia Filipetto)
- La Vita bugiarda degli Adulti, Roma, E/O, 2019 (La vida mentirosa de los adultos, Lumen, 2020)

Cuentos infantiles
- La spiaggia di notte, Roma, E/O, 2007. (La muñeca olvidada, Lumen, 2016, trad. de Celia Filipetto)

Ensayos
- La frantumaglia, Roma, E/O, 2003.